# Jorge Andrade (drammaturgo)
Jorge Andrade, all'anagrafe Aluísio Jorge de Andrade Franco (Barretos, 21 maggio 1922 – San Paolo, 13 marzo 1984), è stato un drammaturgo, sceneggiatore e autore televisivo brasiliano.
Le sue opere mostrano un'attenta ricostruzione della storia del Brasile, in particolare dell'epoca del "ciclo del caffè". Un altro dei suoi temi centrali è il declino dei valori patriarcali.

## Biografia
Jorge Andrade iniziò la sua attività di drammaturgo negli anni '50. Aveva 28 anni quando venne presentato all'attrice Cacilda Becker che lo incoraggiò a scrivere per il teatro. Ma Andrade voleva anche essere un attore, quindi entrò nella Scuola di arte drammatica presso l'Università di San Paolo.
La prima pièce da lui scritta fu A moratória  (1954)   che vinse il Prêmio Saci assegnato dal quotidiano O Estado de São Paulo alla migliore produzione cinematografica e teatrale brasiliana. A quest'opera seguirono Sentiero di salvezza e Cava di anime. Il grande successo arrivò però con Le ossa del Barone, che è ancora oggi considerata una delle migliori opere mostrate al Teatro Comico Brasiliano. Successivamente scrisse Signora nella bocca della spazzatura, Diametro del binario, Come confratelli, Miracolo nella cella e nella dolina.
Nel 1973 iniziò a lavorare in televisione con la telenovela Le ossa del Barone. Due anni dopo fu la volta del controverso L'urlo (1975). Nel 1978 pubblicò il suo romanzo autobiografico Labirinto. Un anno dopo, nel 1979, scrisse per TV Tupi la telenovela Gabbiani, un'opera che gli valse il premio per il miglior sceneggiatore televisivo, assegnato dall'Associazione Paulista di critici d'arte. I suoi ultimi lavori televisivi furono per TV Bandeirantes negli anni '80, con Adolescenza inquieta, Nido di serpenti (altro grande successo) e Sabor de Mel, con Raul Cortez e Sandra Bréa. Andrade firmò anche un paio di sceneggiature per il cinema.
Morì vittima di un'embolia polmonare in un istituto sanitario di San Paolo, sei mesi dopo un'operazione e un infarto sopravvenuto in sede di trattamento.